# Marine Aircraft Group 36
36ème Groupe aérien du Corps des Marines
Le Marine Aircraft Group 36 (ou MAG-36) est un groupe aérien actif du Corps des Marines des États-Unis  basé à la Marine Corps Air Station Futenma à Okinawa (Japon) qui est actuellement composée de deux escadrons de V-22B Osprey, d'un escadron de maintenance et de logistique et d'un escadron de support aérien. Ils relèvent du commandement de la 1st Marine Aircraft Wing et du III Marine Expeditionary Force.

## Mission
La mission du MAG-36 est de soutenir la Force tactique terrestre et aérienne des Marines {Marine Air Ground Task Force (MAGTF)) avec des avions de soutien d'assaut expéditionnaires prêts au combat et, lorsqu'il est dirigé, de planifier et de mener des opérations aériennes en tant qu'élément de combat d'aviation au niveau de la brigade expéditionnaire maritime.

## Historique

### Origine
Formé à l'origine à la Marine Corps Air Station El Toro, à Santa Ana en Californie, le 2 juin 1952 sous le nom de Marine Air Group (Helicopter Transport) 36, celui-ci a passé plusieurs années à s'entraîner pour des opérations amphibies afin de jouer le rôle de soutien d'assaut. À cette époque, le groupe était composé d'escadrons HMR-361, HMR-362 et HMR-363, tous pilotant des hélicoptères HRS-1. En 1959, il a été rebaptisé Marine Air Group 36.

## Unités subordonnées
Les unités actuelles du MAG-36  :
| Code     | Insigne | Escadron                              | Surnom        | Aéronef    |
| -------- | ------- | ------------------------------------- | ------------- | ---------- |
| VMM-262  |         | Marine Medium Tiltrotor Squadron 262  | Flying Tigers | V-22Osprey |
| VMM-265  |         | Marine Medium Tiltrotor Squadron 265  | Dragons       | V-22Osprey |
| MALS-36  |         | Marine Aviation Logistics Squadron 36 | Bladrunner    |            |
| MWSS-172 |         | Marine Wing Support Squadron 172      | Firebirds     |            |

Sont également attachés les escadrons du programme de déploiement d'unité (Unit Deployment Program (en)), généralement des escadrons d'hélicoptères légers d'attaque pilotant les UH-1Y et AH-1Z, et des escadrons d'hélicoptères lourds pilotant le CH-53E.

## Galerie

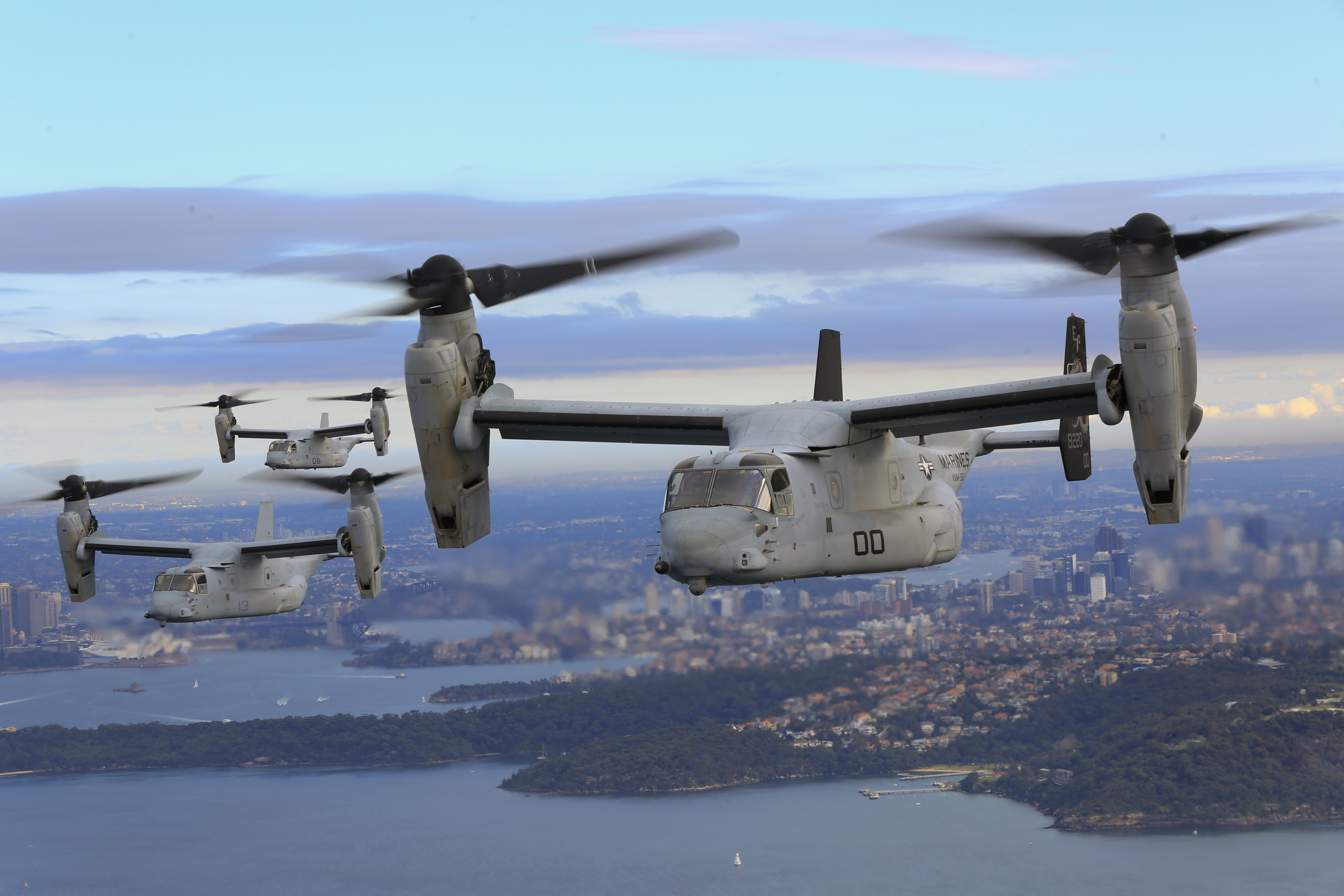
Osprey du VMM-265 en 2017
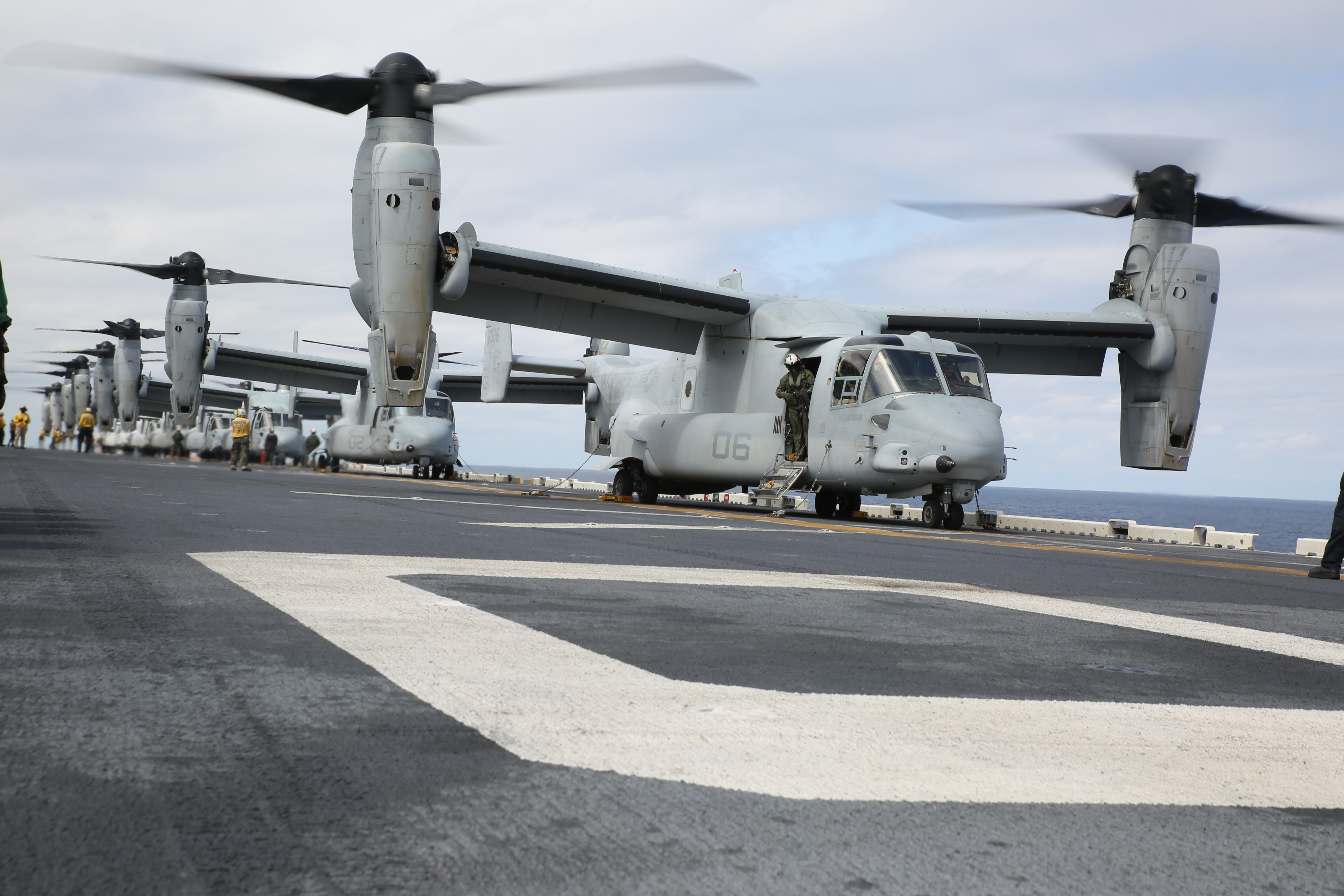
Ospreys du VMM-262 en 2014